# Benthochromis
Benthochromis és un gènere de peixos pertanyent a la família dels cíclids.

## Distribució geogràfica
Es troba a l'Àfrica oriental: el llac Tanganyika.

## Taxonomia
- Benthochromis horii (Takahashi, 2008)[4]
- Benthochromis melanoides (Poll, 1984)[5]
- Benthochromis tricoti (Poll, 1948)[6][7][8][9][10][11][12]